# 剑桥大学纽纳姆学院
剑桥大学纽纳姆学院（英語：Newnham College, Cambridge）是剑桥大学的一所女子学院。
纽纳姆学院由亨利·西季威克建于1871年，是继格顿学院后第二所招收女性入学的学院。